# Slow Food
Slow Food (engl. slow ‚langsam‘ und food ‚Essen‘) wurde von der gleichnamigen Organisation als Begriff geprägt für genussvolles, bewusstes und regionales Essen und bezeichnet eine Gegenbewegung zum uniformen und globalisierten Fast Food. Die ursprünglich aus Italien stammende Bewegung bemüht sich um die Erhaltung der regionalen Küche mit heimischen pflanzlichen und tierischen Produkten und deren lokale Produktion.

Der Gründer und internationale Vorsitzende Carlo Petrini definierte 2006 die Grundbegriffe der „Neuen Gastronomie“ als Maßstab: Buono, pulito e giusto – gut, sauber und fair. Wenn ein Element fehle, sei das laut Petrini nicht Slow Food.
Nach Ansicht des Publizisten Matthias Horx ist „Slow Food“ einer von 18 Trends, die das Leben von morgen auf dem Gebiet der Ernährung beeinflussen werden. Slow Food steht in diesem Zusammenhang für Produkte mit authentischem Charakter (regional, saisonal), die auf traditionelle oder ursprüngliche Weise hergestellt und genossen werden. Lebensmittel, die nach Slow-Food-Kriterien angebaut, produziert, verkauft oder verzehrt werden, sollen regionale Wirtschaftskreisläufe stärken und Menschen wieder mit Auge, Ohr, Mund und Händen an ihre Region binden.

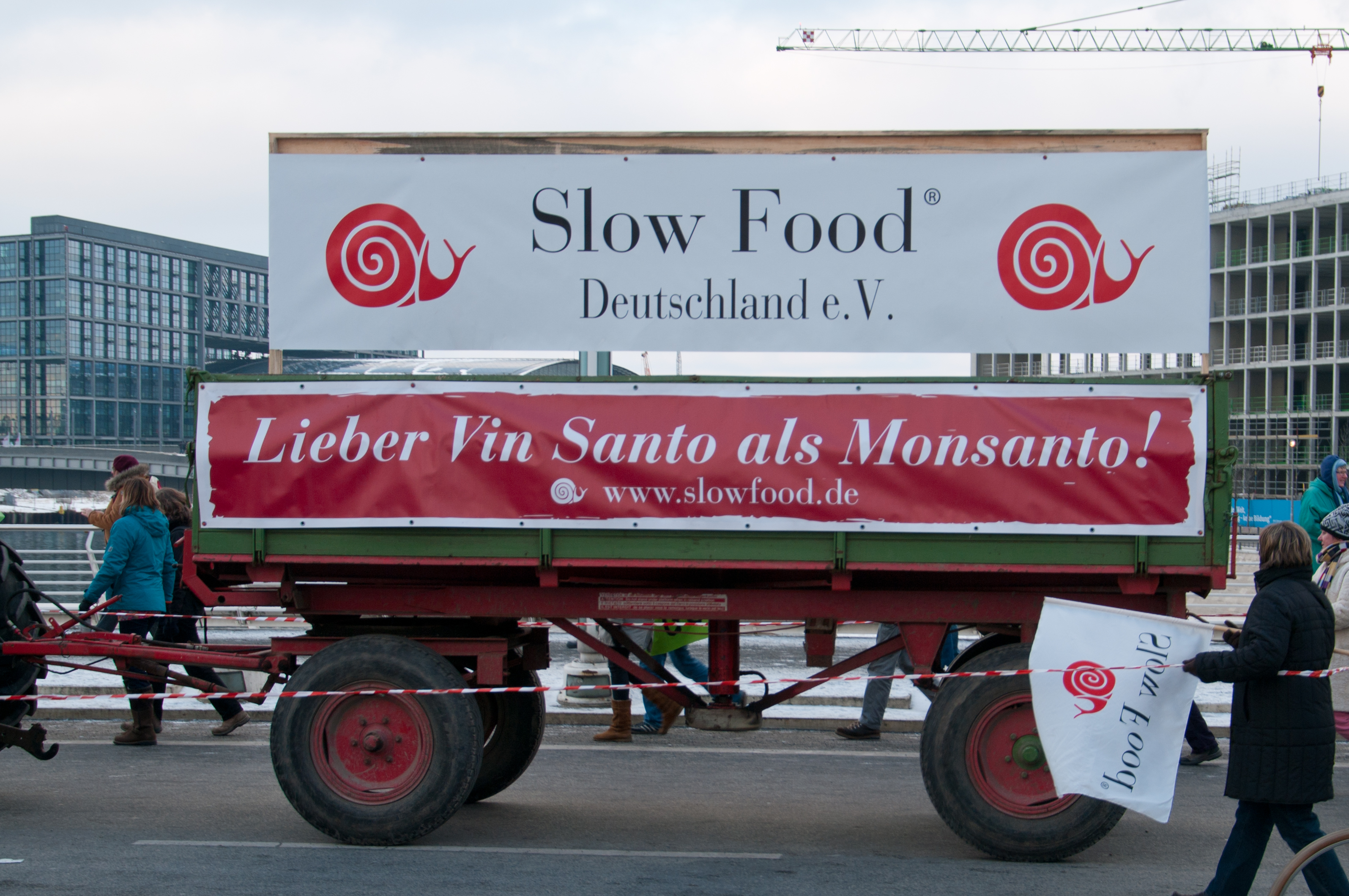
Demonstration Wir haben es satt!, 2013

## Organisation

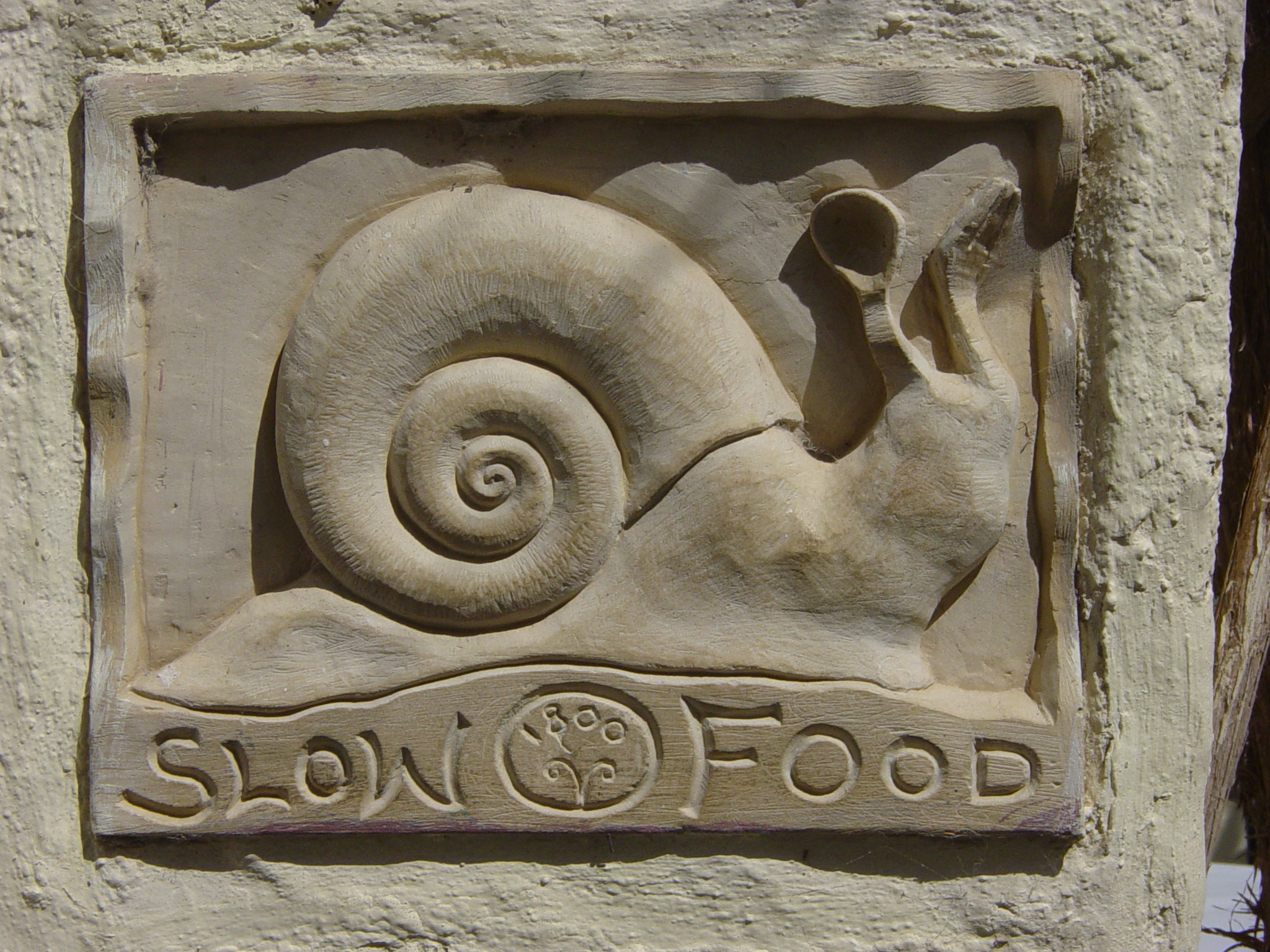
Logo Slow Food an einem Restaurant auf Santorin

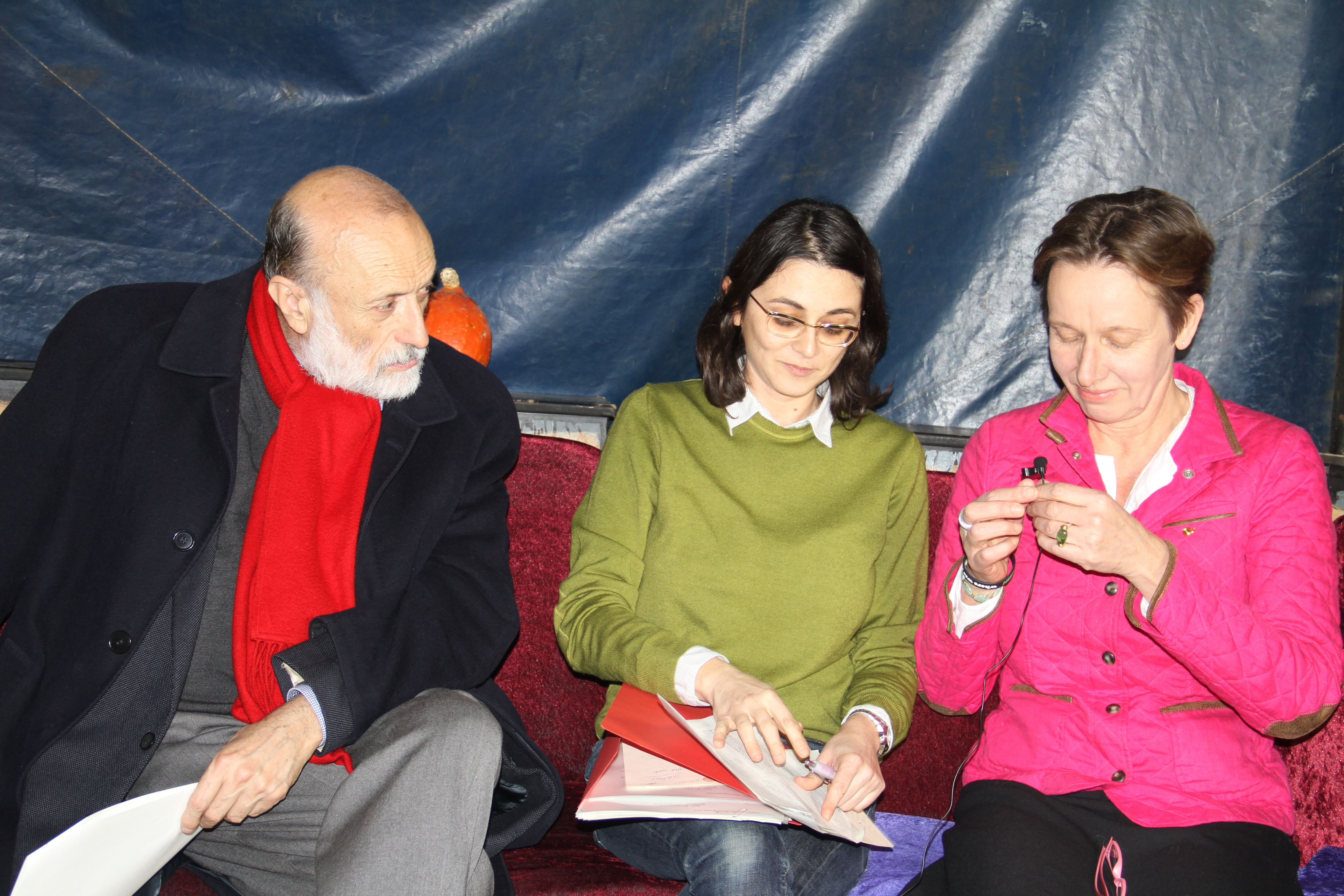
Carlo Petrini (l.), Ursula Hudson (r.); Interview am 17. Januar 2014 in Berlin während der Schnippeldisko

Slow Food hat den Begriff Slow Food als Wort-Bild-Marke international schützen lassen.
Die Organisation wurde im Juli 1986 von Carlo Petrini aus dem piemontesischen Bra und seinen Freunden des Barolo auf Schloss Fontanafredda mitten in den Weinbergen des Barolo als „Arcigola“  gegründet. Zusätzlichen Anschub erhielt die Bewegung durch die Eröffnung einer McDonald’s-Filiale 1986 auf der von antiken und barocken Gebäuden umgebenen Piazza Navona in Rom. Daraufhin organisierten neben Petrini vor allem Redakteure der Tageszeitung Il manifesto ein öffentliches Protestessen mit traditionellen italienischen Speisen an der Spanischen Treppe in Rom. Am 9. Dezember 1989 wurde aus Arcigola bei einem Treffen von Anhängern aus aller Welt in der Komischen Oper von Paris Slow Food. Seither ist Slow Food eine internationale Vereinigung mit knapp 80.000 Mitgliedern in etwa 150 Ländern auf allen Kontinenten – dabei allerdings 75 % der Mitglieder in Europa und sogar fast 92 % unter Einbeziehung von Nordamerika – geworden. Das Logo von Slow Food ist die Weinbergschnecke als Symbol der Langsamkeit.
Im Juli 2022 wurde der ugandische Agrarwissenschaftler Edie Mukiibi zum Präsidenten von Slow Food International gewählt.

### Ziele
In einer programmatischen Erklärung werden die Ziele der Bewegung erläutert:
- Der Genuss steht im Mittelpunkt, weil jeder Mensch ein Recht darauf hat.
- Qualität braucht Zeit.
- Die ökologische, regionale, sinnliche und ästhetische Qualität ist Voraussetzung für Genuss.
- Geschmack ist keine Geschmackssache, sondern eine historische, kulturelle, individuelle, soziale und ökonomische Dimension, über die durchaus gestritten werden soll.

Darüber hinaus versteht sich der Verein als Lobby für Geschmack, aber auch für regional angepassten und ökologischen Anbau, für den Erhalt der Biodiversität und der kulinarischen Kulturen.
Die Ziele der Bewegung umfassen auf internationaler Ebene vor allem den Erhalt der biologischen und kulturellen Vielfalt im Lebensmittelbereich, die Förderung einer handwerklichen und umweltfreundlichen Lebensmittelerzeugung, die Förderung der Geschmacks- und Lebensmittelbildung und die Unterstützung des direkten Kontakts und der Solidarität von Produzenten, Verbrauchern (Coproduzenten), Händlern, Köchen, Wissenschaftlern und anderen Akteuren der Lebensmittelwelt.
Ein wichtiges Projekt ist die Slow Food Arche des Geschmacks, ein internationales Projekt zur Bewahrung regionaler Nahrungsspezialitäten sowie Projekte zur Erhaltung regionaler Obst-, Gemüse-, Getreidesorten- und Nutztiervielfalt. Es geht ihr aber auch um den Erhalt, die Wiederbelebung und Umsetzung traditioneller Weiterverarbeitungsmethoden.
Intensiv betrieben wird die Aufklärungsarbeit zu den Themen
- Gustatorische Wahrnehmung und Sensibilisierung für regionale Spezialitäten und die regionale Küche,
- Risiken des Fast Foods und industriell erzeugter oder veränderter Lebensmittel sowie
- Massentierhaltung, Agrarfabriken und Gefahren der monokulturisierten Agrarwirtschaft mit vermehrtem Chemikalieneinsatz und erhöhtem technologischen Aufwand.

Slow Food steht außerdem für politische Lobbyarbeit:
- für Verbraucherschutz im Lebensmittelbereich,
- gegen gentechnisch veränderte Nahrungsmittel,
- in der allgemeinen Agrarpolitik vor allem gegen die Anwendung von Pestiziden
- Engagement im Umweltschutz und in der Sammlung und Erhaltung des Wissens um lokale Anbau- und Verarbeitungsmethoden.

### Veranstaltungen

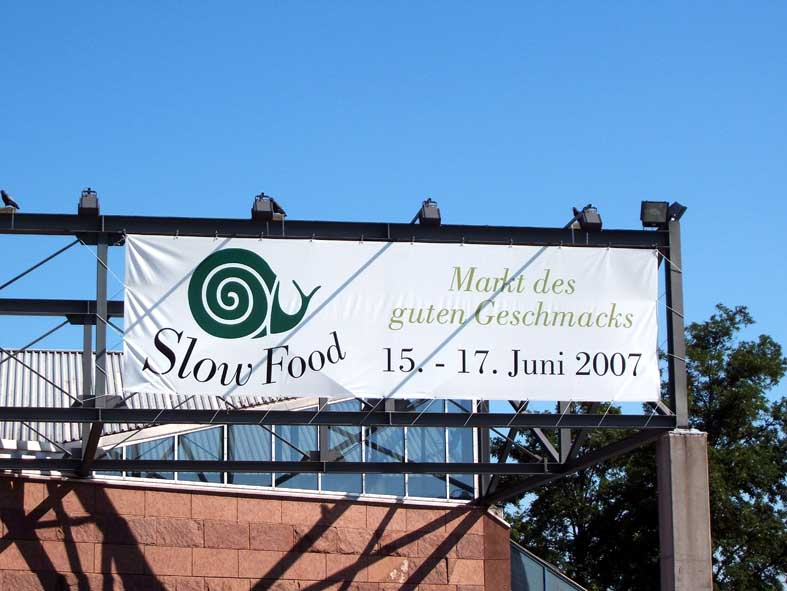
Slow-Food-Messe in Stuttgart 2007

Slow Food ist Veranstalterin von bedeutenden Fachmessen im Bereich Nahrungsmittel wie zum Beispiel der Cheese in Bra und des Salone del Gusto in Turin, die alle zwei Jahre stattfinden. 2004 gab es erstmals parallel zum Salone del Gusto das Treffen Terra Madre, zu dem 4600 Bauern aus aller Welt unter der Schirmherrschaft von Prinz Charles zusammenkamen. 2006 fand das zweite Treffen statt, das um Spitzenköche und Wissenschaftler erweitert wurde. 2012 wurden der bis dato unabhängig voneinander veranstaltete Salone del Gusto, die kulinarische Messe und die Terra Madre zusammengelegt und finden seitdem zur selben Zeit in den Hallen im Messegelände Lingotto statt.
Die weltweit erste Universität der gastronomischen Wissenschaften wurde von Slow Food in Bra (Piemont) gegründet. Heute werden folgende Kurse angeboten:
- dreijähriger Studiengang in gastronomischen Wissenschaften,
- zweijähriger Aufbaustudiengang in Neues Gastronomie-Unternehmertum und Nachhaltige Bewirtschaftung gastronomischer Bestände,
- vier einjährige Master post lauream in Food Culture and Communications (Food, Place and Identity, Human Ecology and Sustainability, High-Quality Products, Representation, Meaning and Media)
- Höhere technische Ausbildung mit verschiedenen Kursen, um die Berufsbilder mit der stärksten Nachfrage im Lebensmittelbereich vorzubereiten (Bäcker, Pizzabäcker, Bierbrauer, Schweineschlachter, Käseaffineur und Serviceleiter im Restaurant),
- Kurs in Hohe häusliche Küche, der für ein passioniertes Publikum bestimmt ist.

## Arche des Geschmacks
Die Organisation Slow Food hat mit der Arche des Geschmacks eine Liste von gefährdeten Lebensmitteln, Kulturpflanzensorten und Nutztierrassen erstellt, die angesichts einer globalisierten Lebensmittelwirtschaft und einseitig an Ertragshöhe und Vermarktungsfähigkeit orientierter Zuchtauswahl und eines Kostendrucks in der Verarbeitung im Fortbestand gefährdet sind. Mit diesen Lebensmitteln und den entsprechenden Pflanzensorten und Tierrassen ginge auch ein Stück Esskultur und das traditionelle Wissen um die Produktion dieser Lebensmittel zu Ende. In vielen Fällen repräsentieren die Passagiere der Arche die lokale und traditionelle Esskultur und Landwirtschaft einer Region. Das Archemanifest legt fest, wer bzw. was als Passagier der Arche in Frage kommt. Die verschiedenen Gruppen vor Ort entscheiden jeweils selbst, was in die Arche aufgenommen wird. Die Aufnahme in die Arche des Geschmacks hilft den Erzeugern solcher Lebensmittel bei der Vermarktung und schafft eine gewisse Öffentlichkeit, was dessen Fortbestand zugutekommt.
Die Passagiere der Arche erfüllen folgende Kriterien:
- Sind in ihrer Existenz bedroht
- Einzigartige geschmackliche Qualität
- Historische Bedeutung
- Identitätsstiftender Charakter für eine Region
- Unterstützen nachhaltige Entwicklung einer Region
- Tiere stammen aus artgerechter Haltung
- Frei von gentechnischer Veränderung
- Produkte sind käuflich erwerbbar[10]

## Schwesterprojekte

### Cittàslow
Seit 1999 gibt es die Vereinigung Cittàslow. Sie ist die Erweiterung der Slow-Food-Philosophie auf städtische Lebensqualitätsmerkmale. Diese Bewegung ist aus Slow Food hervorgegangen und wurde ebenfalls in Bra gegründet. Sie wurde als Idee von mehreren italienischen Kleinstädten aufgenommen und programmatisch umgesetzt und umfasst mittlerweile auch Städte in Deutschland, insgesamt 30 Länder.
Eine Erweiterung von Slow Food ist Slow Kids oder Jugend kocht. Das kostenlose Informationsportal beschäftigte sich von 2008 bis 2011 mit allen Themen, die mit Geschmackserziehung, essbaren Schulgärten, gesunder Jugendernährung, Kochen und Kindern zu tun haben, und förderte den Dialog zwischen Eltern, Schulen, Behörden, Köchen, Landwirten und dem Nahrungsmittelhandel. Danach wurde das Portal in die Rubrik Kinder und Jugendliche von slowfood.de übernommen.

### Slow Wine
Der Weinführer „Slow Wine“ (engl. slow – langsam; wine – Wein) greift die Begrifflichkeit von Slow Food als Ausdruck für genussvolles, bewusstes und regionales Trinken auf und zeigt eine alternative Kultur zum Trend der globalisierten Weinwelt auf. Erklärtes Ziel des Autorenteams der Bewegung ist die Förderung und Erhaltung von Weingütern, deren Konzepte von Nachhaltigkeit, Ökologie und territorialer Authentizität der Weine Italiens geprägt sind. Die Vinifikation von Weinen aus alten, autochthonen Rebsorten wird hierbei besonders gewürdigt. Die Auszeichnung mit der Weinbergschnecke, dem Logo von Slow Food, schließt neben den Herstellern der großen Weine, den „Grandi Vini“, ausdrücklich auch die Macher der Alltagsweine, der „Vini Quotidiani“ der jeweiligen Weinbaugebiete ein.
Im Weinführer Slow Wine, der erstmals 2013 in deutscher Sprache erschien, wird die Nachhaltigkeit der einzelnen Weingüter hinsichtlich Düngung, integrierten Pflanzenschutzes, Herbiziden, Hefen und Rebsorten bewertet. Bestehende Zertifizierungen fließen mit ein. Für die Bewertung dieser Kriterien und der 23.000 Weine aus 1.909 Weingütern setzt die Organisation nach eigenen Angaben 200 Mitarbeiter ein. In dem Buch werden die Weingüter innerhalb ihrer Region nach Ortschaft alphabetisch sortiert. Jede Seite des zweispaltig gesetzten Werkes beschreibt zwei Produzenten. Der Weingutsführer umfasst rund 1.000 Seiten und schließt detailliertes Kartenmaterial und Informationen zu den 20 Regionen ein. Das „Taschenbuch“ wird jedes Jahr neu aufgelegt.

### Übertragung des Gedankens
Der Slow-Food-Gedanke wurde auf andere Bereiche übertragen, zum Beispiel im Begriff Slow Media und Slow Art.

## Slow Food Deutschland

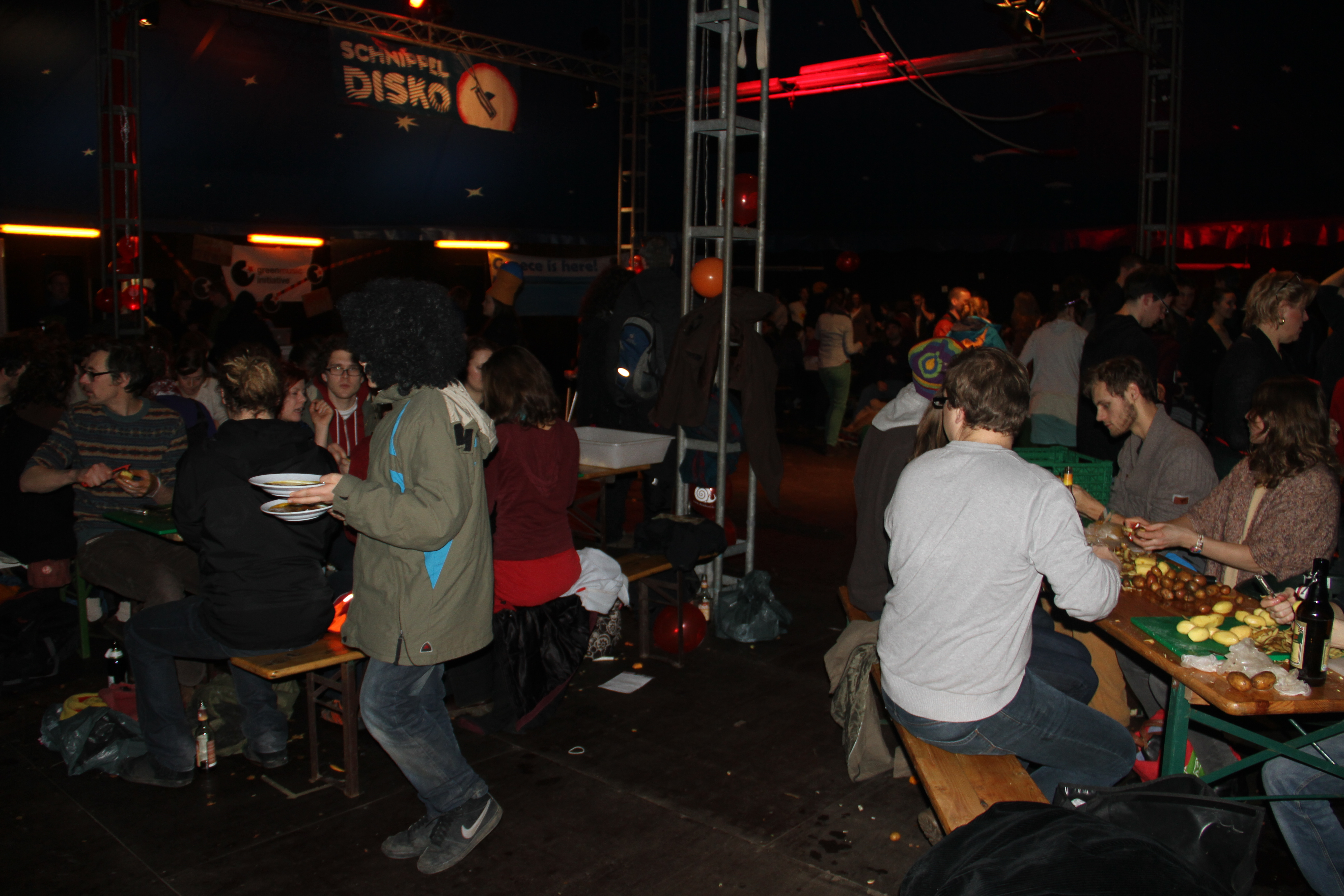
Schnippeldisko der Slow Food Youth, 2014

In Deutschland wurde 1992 ein nationaler Verein gegründet. Burchard Bösche beschreibt in seinem Buch die Gründung von Slow Food Deutschland (SFD) 1996 in Hamburg. Slow Food Deutschland e. V. hat inzwischen über 13.500 Mitglieder in rund 85 lokalen Gruppen, den Convivien. Der Verein ist ernährungspolitisch aktiv und Träger der Demonstration Wir haben es satt!. Seit 2011 und bis zu ihrem Tod 2020 stand Ursula Hudson dem Verein vor. Seit Juni 2024 ist Dr. Rupert Ebner Vorsitzender von Slow Food Deutschland. Seit 2007 veranstaltet Slow Food Deutschland die jährlich im Frühjahr stattfindende deutsche Slow Food Messe Markt des guten Geschmacks in Stuttgart. Weiter ist Slow Food Deutschland auf den bedeutenden Messen für Gastronomie, Handel und Produzenten z. B. der BIOFACH aktiv. Laut Satzung ist es der Zweck des Vereins, zum Verbraucherschutz, Umweltschutz und zur Bildung im Bereich Ernährungswissen und Ernährungskultur beizutragen. Der Verein erklärt sich für politisch ungebunden und wendet sich gegen Extremismus und Menschenfeindlichkeit aller Art. Er hat ein Manifest zum Fairen Miteinander entwickelt. Eine Vertrauensperson zur Überwachung der Einhaltung der Werte des Vereins wurde benannt. SFD bekennt sich zu den Empfehlungen der Planetary Health Diet.

### Slow Food Youth Network
Die Jugendbewegung von Slow Food, ist ebenfalls in Deutschland aktiv. Junge Köche, Bauern, Künstler, Lebensmittelhandwerker, Studierende und Interessierte für die Ziele von Slow Food ein – durch Schnippeldiskos, Eat-Ins, Kochaktionen, Workshops und vieles mehr.

### Ursula Hudson Preis
Seit 2021 verleiht Slow Food Deutschland den Ursula Hudson Preis an Personen oder Gruppen, die sich in beispielhafter Weise für veränderte, nachhaltige Produktion und Konsum von Lebensmitteln verdient gemacht haben. Der Preis ist nach der 2020 verstorbenen, langjährigen Vorsitzenden Dr. Ursula Hudson benannt.

## Filme
- Slow Food Story – Die Geschichte einer Revolution durch Genuss. Dokumentarfilm, Italien, 2013, 74 Min., Buch und Regie: Stefano Sardo, Produktion: Indigo Film, Tico Film, Kinostart Deutschland: 10. Oktober 2013 durch Pandastorm Pictures, Filmseite.
- Revolution am Küchentisch. Slow Food – die neue Esskultur. Fernseh-Reportage, Deutschland, 2012, 28:40 Min., Buch und Regie: Enrico Demurray, Produktion: wildebilder, ZDF, Redaktion: ZDF.reportage, Erstsendung: 7. Oktober 2012 beim ZDF, Inhaltsangabe vom ZDF, (Memento vom 12. April 2013 im Webarchiv archive.today).
- Slow Food. Eine Forschungsreise zurück zum Genuss. Fernseh-Reportage, Deutschland, 2010, 28 Min., Buch und Regie: Amélie-Marie Besirsky, Inhaltsangabe von ARD.
- Essen mit Genuss: Die Slow-Food-Bewegung. Dokumentarfilm, Österreich, 2007, 43 Min., Buch: Gabriella Pignatelli und Rike Fochler, Regie: Carlo Buralli, Produktion: Film Australia, CM Film Productions, ORF, deutschsprachige Erstsendung: 16. März 2007 bei ORF2, Inhaltsangabe von 3sat, (Memento vom 12. April 2013 im Webarchiv archive.today).
- Slow Food – Genießen mit Verstand. Dokumentarfilm, Deutschland, 2005, 59:10 Min., Buch und Regie: Hannelore Fisgus und Marianne Riermeier, Produktion: Bayerisches Fernsehen, Inhaltsangabe von ARD.